# Hemligheten (seriealbum)
Hemligheten är ett seriealbum om pälsjägaren Buddy Longway. Utgiven i original 1977 och på svenska 1979. Svensk text av Sture Hegerfors.

## Handling
Detta album handlar framför allt om Buddy Longways son Jeremias och hans möte med White Crow, en halvblodsindian som flyr undan de två svartfotsindianerna Röda Trädet och Snabba Hästen.
White Crow räddar Jeremias liv och får veta varför svartfotsindianerna förföljer honom. White Crow var förälskad i Röda Trädets dotter och när han kom för att fria till henne kom han in under en reningsceremoni som hon genomgick innan hon skulle gifta sig med Snabba Hästen.
Jeremias föräldrar anar att något trycker deras son och de får höra historien. Svartfötterna anar att Jeremias hjälper White Crow och följer efter honom och konfronterar White Crow. Buddy och Chinook dyker upp i sista ögonblicket och mäklar fred. Snabba Hästen vill fortfarande hämnas skymfen, men Röda Trädet hejdar honom. Snabba Hästen sätter eld på Buddys hus innan han rider därifrån.